# Isagoras affinis
Isagoras affinis är en insektsart som beskrevs av Lucien Chopard 1911. Isagoras affinis ingår i släktet Isagoras och familjen Pseudophasmatidae. Inga underarter finns listade i Catalogue of Life.